# Josh Cullen
Joshua Jon Cullen (Westcliff-on-Sea, Inglaterra, Reino Unido, 7 de abril de 1996) es un futbolista irlandés. Juega de centrocampista y su equipo es el Burnley F. C. de la Premier League.
Nació en Westcliff-on-Sea. Sus abuelos por lado paterno son de County Leitrim, Irlanda. Se unió a las inferiores del West Ham United a los 9 años de edad.

## Trayectoria

### West Ham United
Fue suplente en el encuentro de la Premier League ante el Arsenal F. C., en el Emirates Stadium el 14 de marzo de 2015, donde perdieron por 3-0. También fue suplente el 9 de mayo, donde el West Ham perdió por 1-0 contra el Aston Villa.
El 2 de julio de 2015 debutó con el primer equipo en la victoria de local ante el Lusitanos de Andorra, en la ida de la primera ronda clasificatoria de la Liga Europa de la UEFA, reemplazando a Joey O'Brien en el minuto 60; una semana más tarde fue titular en la victoria por 1-0 en el partido de vuelta, lo reemplazó Amos Nasha en el minuto 63. Con el entrenador Slaven Bilić dando prioridad al rendimiento en la Premier League, tuvo su oportunidad en el encuentro de vuelta de la tercera ronda clasificatoria, en la visita al FC Astra Giurgiu el 6 de agosto. Treinta y tres días después debutó en la Premier League, reemplazando a Diafra Sakho en la victoria por 3-0 ante el Liverpool en Anfield. 

#### Préstamo al Bradford City
Se unió como préstamo al Bradford City en febrero de 2016. En marzo de 2016 su préstamo fue extendido hasta el final de la temporada 2015-16.
El 8 de agosto de 2016 firmó nuevamente con el Bradford City un préstamo por cinco meses. Anotó su primer gol en la liga en la victoria 2-1 ante el MK Dons el 16 de agosto de 2016. El 3 de enero de 2017 su préstamo en el club se extendió hasta el final de la temporada.

#### Préstamo al Bolton Wanderers
El 1 de agosto de 2017, junto a su compañero de equipo Reece Burke, se fue a préstamo al Bolton Wanderers hasta enero del año siguiente.

#### Vuelta al West Ham
Regresó al West Ham de su préstamo en el Bolton Wanderers en enero de 2018, y jugó el encuentro de visita de la FA Cup ante el Shrewsbury Town. Fue elogiado por su actuación por el técnico del West Ham, David Moyes, en un partido que terminó 0-0. Perdió accidentalmente dos dientes incisivos tras un lance con el jugador rival Abu Ogogo.

#### Préstamo al Charlton Athletic
El 30 de agosto de 2018 se unió al Charlton Athletic, en una cesión hasta el fin de la temporada 2018-19. Tras volver al West Ham, el 7 de agosto de 2019 se hizo oficial su regreso al club, nuevamente como cedido, para la temporada 2019-20.

### Anderlecht
El 5 de octubre de 2020 fichó por el R. S. C. Anderlecht de la Primera División de Bélgica luego de quince años en el West Ham United.

### Regreso a Inglaterra
El 12 de julio de 2022 se anunció su fichaje por el Burnley F. C. por tres años, equipo en el que iba a ser entrenado por un Vincent Kompany que ya lo dirigió en su etapa en Bélgica.

## Selección nacional
Ya habiendo jugado con la sub-16 de Inglaterra en 2011, Cullen hizo su debut con la sub-19 de la República de Irlanda en septiembre de 2014, en la victoria por la mínima ante su par de Países Bajos. El 4 de septiembre de 2015 debutó con la sub-21 de Irlanda en la victoria por 4-0 ante la sub-23 de Catar, en un encuentro amistoso en Gigg Lane. EL 25 de marzo de 2017, Cullen fue capitán para la sub-21 de Irlanda en la victoria por 1-0 ante la sub-21 de Kosovo en la clasificación para la Eurocopa sub-21.

## Estadísticas

### Clubes
Actualizado al último partido disputado el 3 de mayo de 2025.
| Club                               | Div.          | Temporada     | Liga  | Liga  | Copas nacionales | Copas nacionales | Torneos internacionales | Torneos internacionales | Total | Total |
| Club                               | Div.          | Temporada     | Part. | Goles | Part.            | Goles            | Part.                   | Goles                   | Part. | Goles |
| ---------------------------------- | ------------- | ------------- | ----- | ----- | ---------------- | ---------------- | ----------------------- | ----------------------- | ----- | ----- |
| West Ham United F. C. Inglaterra   | 1.ª           | 2015-16       | 1     | 0     | 0                | 0                | 3                       | 0                       | 4     | 0     |
| Bradford City A. F. C. Inglaterra  | 3.ª           | 2015-16       | 17    | 0     | 0                | 0                | —                       | —                       | 17    | 0     |
| Bradford City A. F. C. Inglaterra  | 3.ª           | 2016-17       | 43    | 1     | 3                | 0                | —                       | —                       | 46    | 1     |
| Bradford City A. F. C. Inglaterra  | Total club    | Total club    | 60    | 1     | 3                | 0                | 0                       | 0                       | 63    | 1     |
| West Ham United F. C. Inglaterra   | 1.ª           | 2017-18       | 2     | 0     | 3                | 0                | —                       | —                       | 5     | 0     |
| Bolton Wanderers F. C. Inglaterra  | 2.ª           | 2017-18       | 12    | 0     | 0                | 0                | —                       | —                       | 12    | 0     |
| Bolton Wanderers F. C. Inglaterra  | Total club    | Total club    | 12    | 0     | 0                | 0                | 0                       | 0                       | 12    | 0     |
| Charlton Athletic F. C. Inglaterra | 3.ª           | 2018-19       | 32    | 1     | 0                | 0                | —                       | —                       | 32    | 1     |
| Charlton Athletic F. C. Inglaterra | 2.ª           | 2019-20       | 34    | 1     | 0                | 0                | —                       | —                       | 34    | 1     |
| Charlton Athletic F. C. Inglaterra | Total club    | Total club    | 66    | 2     | 0                | 0                | 0                       | 0                       | 66    | 2     |
| West Ham United F. C. Inglaterra   | 1.ª           | 2020-21       | 0     | 0     | 1                | 0                | —                       | —                       | 1     | 0     |
| West Ham United F. C. Inglaterra   | Total club    | Total club    | 3     | 0     | 4                | 0                | 3                       | 0                       | 10    | 0     |
| R. S. C. Anderlecht · Bélgica      | 1.ª           | 2020-21       | 27    | 0     | 3                | 0                | —                       | —                       | 30    | 0     |
| R. S. C. Anderlecht · Bélgica      | 1.ª           | 2021-22       | 40    | 1     | 6                | 0                | 4                       | 0                       | 50    | 1     |
| R. S. C. Anderlecht · Bélgica      | Total club    | Total club    | 67    | 1     | 9                | 0                | 4                       | 0                       | 80    | 1     |
| Burnley F. C. Inglaterra           | 2.ª           | 2022-23       | 43    | 1     | 7                | 0                | —                       | —                       | 50    | 1     |
| Burnley F. C. Inglaterra           | 1.ª           | 2023-24       | 25    | 2     | 3                | 0                | —                       | —                       | 28    | 2     |
| Burnley F. C. Inglaterra           | 2.ª           | 2024-25       | 44    | 2     | 0                | 0                | —                       | —                       | 44    | 2     |
| Burnley F. C. Inglaterra           | Total club    | Total club    | 112   | 5     | 10               | 0                | 0                       | 0                       | 122   | 5     |
| Total carrera                      | Total carrera | Total carrera | 320   | 9     | 26               | 0                | 7                       | 0                       | 353   | 9     |
| 1. 2. 3.                           |               |               |       |       |                  |                  |                         |                         |       |       |

### Selección nacional
| Selección         | Temporada     | Encuentros | Encuentros |
| Selección         | Temporada     | Part.      | Goles      |
| ----------------- | ------------- | ---------- | ---------- |
| Sub-16 Inglaterra | 2011-         | 1          | 0          |
| Sub-16 Inglaterra | Total         | 1          | 0          |
| Sub-19 Irlanda    | 2014-2017     | 3          | 0          |
| Sub-19 Irlanda    | Total         | 3          | 0          |
| Sub-21 Irlanda    | 2015-         | 14         | 1          |
| Sub-21 Irlanda    | Total         | 14         | 1          |
| Total carrera     | Total carrera | 18         | 1          |

## Palmarés

### Distinciones individuales
| Distinción                                        | Año  |
| ------------------------------------------------- | ---- |
| Jugador del Mes de la League One (abril)          | 2017 |
| Jugador sub-21 del año de la República de Irlanda | 2018 |